# Cantó d'Orléans-Saint-Marc-Argonne
El cantó d'Orléans-Saint-Marc-Argonne és un cantó francès del departament de Loiret, situat al districte d'Orleans. Compta amb part del municipi d'Orleans.

## Municipis
Ocupa el barris situats al nord-est d'Orleans:
- Barrière St-Marc.
- La Fontaine.
- Argonne - Nécotin - Belneuf.
- St-Marc - Faubourg-Bourgogne - Argonne-Sud.

## Història
| Data d'elecció                           | Identitat              | Partit                             | Qualitat |
| ---------------------------------------- | ---------------------- | ---------------------------------- | -------- |
| 1945-1976                                | Jean Grosbois          | UDSR, després RGR, després radical |          |
| 1976-1982                                | M. Chabot              | Divers droite                      |          |
| 1982-1988                                | Michel de la Fournière | PS                                 |          |
| 1988-2001                                | Guy Civil              | PS                                 |          |
| 2001-2008                                | Grégoire Mallein       | UDF-RAD                            |          |
| 2008-                                    | Micheline Prahecq      | PS                                 |          |
| les dades anteriors no són pas conegudes |                        |                                    |          |
|                                          |                        |                                    |          |

## Demografia
| A partir de 1990: Població sense dobles comptes |